# 田口菜
田口菜（たぐちな）は、アブラナ科の野菜。群馬県前橋市田口町を中心とする地域で栽培される伝統野菜である。セイヨウアブラナ（Brassica napus）ではなく在来種のアブラナ（B. rapa）であるかき菜の一種。

## 沿革
芝田正一宅にあるカキの古木（直径70cm、高さ10m以上）の下が原生地と言われている。現在、その場所には記念碑がある。正一祖父惣吉は、前橋市富士見町原之郷出身の篤農家・船津傳次平の家と親交があった。あるとき船津が大久保利通を通して田口菜を明治天皇に献上したところ、「この菜は大変美味しい」というお言葉を賜った。それまでは無名の品種に過ぎなかったが、これを機に田口菜と呼ばれるようになった。
前橋市上細井町の金子才十郎（カネコ種苗創立で知られる）は種子販売により田口菜の普及に貢献した。金子の貢献により前橋北部一帯で栽培されるに至った。戦前は田口町を中心に赤城西麓一帯で作られていたが、戦後は他に優秀な菜類が出回るようになったこともあり、現在では地元で少量が栽培される。
戦後は黄色い花を観賞する目的で田口町内の土手などに植栽され、環境美化に寄与している。
2007年、「南橘地区地域づくり推進協議会」は、「菜の花プロジェクト」を開始する。同協議会会員やボランティアの賛同者らは遊休農地で田口菜を栽培し、菜種油を生産する。10月に播種、翌年春に花を観賞、収穫と調理実習。6月に採種、秋に搾油というのが大まかなスケジュールであるが、2021年の『広報まえばし』によると、400本の菜種油は地域で完売した。
2009年、「橘山（田口町）憩いの森愛護会」は、前橋市と渋川市の境界近くの橘山で田口菜の栽培を開始する。「人が集まる橘山をさらに目指していくために、オリジナリティのある活動をしていきたい」とのこと。
2019年、前橋市長・山本龍は、田口町に開業予定の道の駅の名物にしようと現地住民が田口菜のお饅頭を試作していた、と証言を残している。
2021年3月、白井屋ホテル（前橋市本町）は、館内の「SHIROIYA the RESTAURANT（白井屋 ザ・レストラン）」で田口菜を使用した料理を提供すると発表した。

## 栽培管理
栽培の最適地は、北風があたらず、風通しがよく日当たりもよい地形で、腐植が多く適湿の土壌に恵まれた場所である。これら最良の条件が整っていなければ良質のものは得られない。国道17号よりも西側は旧利根川の河川敷であるため田口菜作りには不適で、硬くて独特の風味にかけるものしか得られない。
10月10日 - 15日頃に播種。耕運前に堆肥・木炭・石灰・米糠などを施肥、深耕する。腐った人糞（肥溜）をよく使用する。肥溜には肥料成分のみならず、凍結・乾燥の防止に効果がある。11月初旬に適当に間引きをする。12月になり寒気が来る前に竹（孟宗竹が良い）のササ枝で被覆する。良質の葉と太い芯を得るための大事な作業である。

## 利用
先述のように生産量が少なく、事実上田口町のみで利用されている。
クセの無い淡白な風味で、そば・うどん・餅の副物として最適である。料理の際は新鮮さを損なわないよう、できる限り手早く作業することが重視される。茹でるときは熱湯に短時間くぐらせるだけで、ショーギに上げて急いで冷ます（冷水には入れない）。
少しの苦みが特徴。『広報まえばし』のある記者は、「少しの苦みとシャキシャキとした歯ごたえが印象的なとてもおいしい菜でした」と感想を残している。
花を観賞できるほか、菜種油も利用できる。「南橘地区地域づくり推進協議会」では、料理に使用した菜種油をバイオ燃料の原料としてリサイクル業者に売却し、活動資金に充当している。